# Villa del Cine
La Villa del Cine es un complejo cinematográfico, patrocinado por el gobierno de Venezuela, para estimular la producción de obras de cine y audiovisuales nacionales, bien sea largometrajes, cortometrajes, documentales, animación, entre otros. Además funciona como centro educativo, pues se dictan talleres y cursos relacionados con diversas áreas del cine. Para diciembre de 2007, el gobierno venezolano había invertido cerca de US$13 millones en la fundación que lleva el mismo nombre, la cual desarrolla la Villa del Cine y sus programas, bajo la dirección del Ministerio del Poder Popular para la Comunicación e Información.
La Villa del Cine obtuvo el 1º Premio de la VI Bienal de Arquitectura Caribeña, organizado por la FCAA (Federación Caribeña de Asociaciones de Arquitectos), otorgado en Willemstad, Curacao, en octubre de 2007.

## Infraestructura

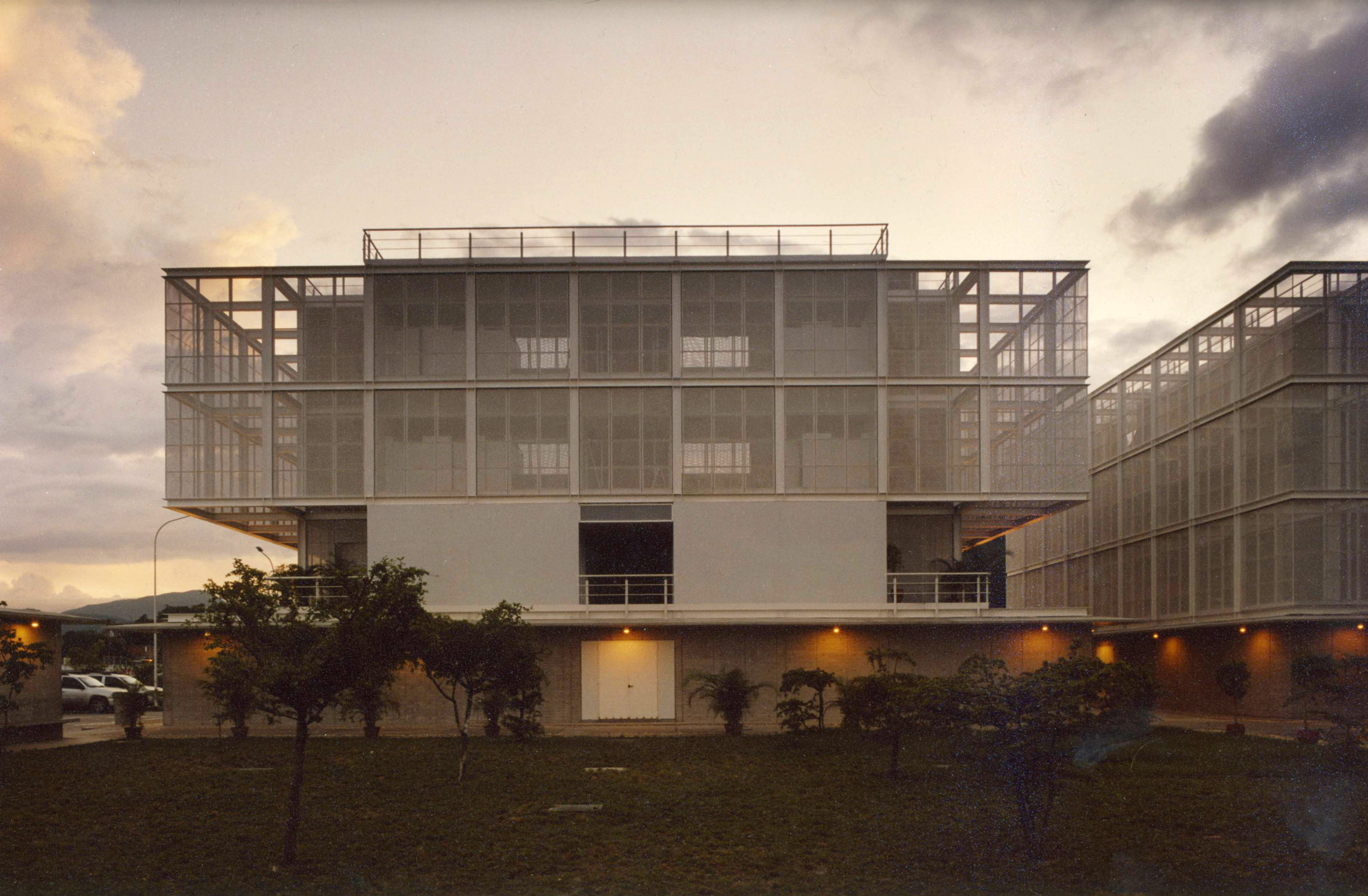
Edificio Administrativo.

La Villa del Cine está localizada en las afueras de Caracas, capital de Venezuela, en un terreno de unas cuatro hectáreas y cuenta con dos estudios insonorizados de filmación y grabación, además de talleres de escenografía y utilería.
La Villa del Cine ha sido dotado de equipo de primera categoría tecnológica para la preproducción, producción y posproducción audiovisual. El presidente de Venezuela Hugo Chávez, ha mencionado el uso de la Villa del Cine como la estructura donde se desarrollarán películas que reflejen los valores y las creencias socialistas que su gobierno promueve para «romper la dictadura de Hollywood». El presidente Chávez pudo reunirse con estrellas del cine de Hollywood como Kevin Spacey y Sean Penn.

## Producciones
La primera película producida en la Villa del Cine fue Miranda Regresa, una historia del prócer venezolano Francisco de Miranda, estrenada el 11 de octubre de 2007. El actor estadounidense Danny Glover, quien ha hecho público su apoyo al presidente Chávez, discutió la posibilidad de hacer una película en Venezuela, sobre el líder revolucionario de Haití Toussaint Louverture, para lo cual el gobierno de Chávez otorgó US$ 18 millones.
Para 2011, se cuenta con 77 Producciones, de las que 34 son propias y 43 son coproducciones.

### Películas
- Miranda Regresa, dirigida por Luís Alberto Lamata
- La Clase, dirigida por José Antonio Varela.
- 1,2 y 3 Mujeres, dirigida por Andrea Herrera, Andrea Ríos y Anabel Rodríguez.
- Bloques, dirigina por Alfredo Hueck y Carlos Caridad Montero.
- Macuro, dirigida por Hernán Jabes.
- Libertador Morales, el Justiciero, dirigida por Efterpi Charalambidis.
- Bambi C4, dirigida por Eduardo Barberena.
- Comando X, dirigida por José Antonio Varela.
- Cheila, una casa pa' maita, dirigida por Eduardo Barberena.
- Una Mirada al Mar, dirigida por Andrea Ríos
- Zamora, tierra y hombres libres (2009), dirigida por Román Chalbaud.
- Habana Eva (2010), dirigida por Fina Torres.
- Taita Boves (2010), dirigida por Luís Alberto Lamata
- Muerte en Alto Contraste (2010), dirigida por César Bolívar.
- Días de Poder (2011), dirigida por Román Chalbaud.
- La Pura Mentira (2012), dirigida por Carlos Daniel Malavé
- Azul y no tan rosa (2012), coproducción dirigida por Miguel Ferrari.
- Brecha en el Silencio (2013), dirigida por Luis y Andrés Rodríguez
- Azú (2013), dirigida por Luís Alberto Lamata
- Bolívar: El Hombre de las Dificultades (2013), dirigida por Luís Alberto Lamata
- Corpus Christi (2013), dirigida por César Bolívar.
- Ley de Fuga (2013), dirigida por Ignacio Márquez
- Gaspar Mendoza (2013), dirigida por Julián Balam.
- Arriba es Abajo (2014), dirigida por Nelson Núñez.
- La Planta Insolente (2017), dirigida por Román Chalbaud.
- Misión H2O (2018), dirigida por Álvaro Cáceres.
- Qué Buena Broma, Bromelia (2022), dirigida por Efterpi Charalambidis.

### Documentales
- Alejandro Colina, mitología de la imagen (2009)
- América tiene alma (2009)
- Venezuela Petroleum Company (2007)
- Víctimas de la Democracia (2007)
- Cuando la brújula marcó el Sur
- La Propiedad del Conocimiento (2008), dirección de Hugo Gerdel.

### Series
- La Dama y el Vigilante (2019), para TVES.

- Carabobo, Caminos de Libertad (2021-2022), para transmisión en varias televisoras.

- La caja que cuenta cuentos